# Амангельди (Хромтауський район)
Амангельди́ (каз. Амангелды) — колишнє село у складі Хромтауського району Актюбінської області Казахстану. Входить до складу Копинського сільського округу. Ліквідоване у 2012 році.
Населення — 30 осіб (2009; 105 у 1999).